# لازار كاغانوفيتش
لازار مويسييفيتش كاجانوفيتش (بالروسية: Ла́зарь Моисе́евич Кагано́вич) (نوفمبر 1893 — يوليو 1991) وهو سياسي سوفيتي ورجل دولة مقرب من ستالين. شغل العديد من المناصب منها سكرتير الحزب الشيوعي الأوكراني في الفترة 1925-1928 ووزير النقل والصناعة في الفترة 1935-1937 ووزير الاعمار بعد الحرب العالمية الثانية. ويعد كاجانوفيتش عراب «النهضة الصناعية السوفيتية» حيث ساهم بشكل كبير في تطوير وتحويل الاتحاد السوفيتي إلى دولة صناعية، كما كان شديد الولاء لستالين وساهم بعمليات التطهير التي حدثت إبان الثلاثينيات. وكان ينظر إليه على أنه «يد ستالين اليمنى» والرجل الثاني في الدولة. بعد وفاة ستالين خطط كاجانوفيتش للقيام بإنقلاب ضد خروتشوف بمساندة عدد من المخلصين لستالين أمثال مولوتوف وفوروشيلوف، لكن الانقلاب فشل وتم طرد كاجانوفيتش من الحزب الشيوعي. عاش كاجانوفيتش طويلاً وكان آخر البلاشفة القدماء الذين ظلوا على قيد الحياة حيث توفي في يوليو عام 1991 قبل سقوط الاتحاد السوفيتي بخمسة أشهر

## النشأة
ولد كاجانوفيتش عام 1893 في قرية قباني في أوكرانيا لأبوين يهوديين، عمل إسكافيا في أحد المصانع وانضم إلى البلاشفة عام 1911. تم إعتقاله عام 1917. وفي أثناء الثورة البلشفية أصبح زعيم المنظمة البلشفية العسكرية في ساراتوف. وفي أغسطس 1917 أصبح زعيم لجنة بولسكي البلشفية في بيلاروسيا وقاد الثورة في جوميل

## يد ستالين اليمنى
في عام 1918 أصبح كاجانوفيتش مفوضاً في الجيش الأحمر. وفي عام 1922 ترقى وأرسِل إلى تركمنستان، وهناك إلتقى بستالين حيث قاد مع ستالين حملة عسكرية للقضاء على الروس البيض وبقايا الموالين للقيصر هناك. وفي مايو 1922 أصبح ستالين الأمين العام للحزب الشيوعي السوفيتي، وتوطدت علاقته بكاجانوفيتش فقام بترقيته إلى رئيس المكتب التنظيمي للحزب الشيوعي، حيث أصبح كاجانوفيتش مسؤولاً عن إدارة كافة التعيينات داخل الحزب الشيوعي السوفيتي. وأشاد ستالين بدور كاجانوفيتش في تنظيم الحزب الشيوعي. وفي عام 1925 أصبح كاجانوفيتش سكرتير الحزب الشيوعي الأوكراني وشارك في الصراع الذي كانت تخوضه الدولة السوفيتية ضد الاقطاعيين (الكولاك). بعدها عاد كاجانوفيتش إلى موسكو وأعلن عن تأييده لستالين ضد الجناح اليميني في الحزب المتمثل في التروتسكيين، حيث لعب دوراً كبيرا في طردهم من الحزب. وفي عام 1930 أصبح كاجانوفيتش عضوًا في المكتب السياسي للحزب الشيوعي السوفيتي وأشرف على تنفيذ العديد من المشاريع الصناعية والزراعية، منها التصنيع السريع والزراعة الجماعية في.... وقد قام كاجانوفيتش بافتتاح أول مترو في تاريخ روسيا وقد سمي المترو باسمه.

## لازار الحديدي
في الفترة 1937-1940 عمل كاجانوفيتش وزيراً للنقل والصناعة وافتتح عددًا من المشاريع الكبرى. من ناحية أخرى لعب دوراً غير مباشر في التطهيرات التي حصلت في الثلاثينيات، حيث كان يشارك في المؤتمرات ويطالب بمعاقبة «الجواسيس» و«الخونة» من الحزب الشيوعي على حد تعبيره. وفي الحرب العالمية الثانية أصبح كاجانوفيتش رئيس المجلس العسكري في جبهة القوقاز، وأصيب في إحدَى المعارك. وبعد الحرب نال وسام «بطل الاتحاد السوفيتي» وأصبح وزيراً للإعمار حيث لعب دوراً كبيراً في إعادة إعمار الاتحاد السوفيتي بعد الحرب العالمية الثانية

## بعد ستالين
بعد وفاة ستالين تم تشديد الخناق على كاجانوفيتش في ظل خروتشوف المعروف بعدائه للستالينية. وبعد حملة التبرُّؤ من ستالين عام 1957 ثار كاجانوفيتش وقرر القيام بانقلاب ضد خروتشوف بمساندة أنصار ستالين أمثال فوروشيلوف ومولوتوف ومالينكوف وغيرهم، لكن الإنقلاب فشل وتم تجريد كاجانوفيتش من مناصبه وطرده من الحزب الشيوعي. بعد ذلك إستقر كاجانوفيتش في شقة متواضعة براتب معاشي ضئيل (300 روبل). ورغم فصله من الحزب لكنه ظل وفياً لمبادئه، حيث كان يطالع جريدة برافدا (جريدة الحزب) كل يوم قبل تناولة الفطور ويستمع إلى أخبار الاتحاد السوفيتي من الراديو. وكان ينتقد سياسات غورباتشوف، وخصوصاً البيروسترويكا، وكان يتهمه بالإنحراف عن الماركسية. وفي أواخر حياته أصيب بالزهايمر لدرجة أنه لم يستطع حضور جنازة مولوتوف عام 1986. ولاحقاً اصيب بالعمى. ورغم المحاولات العديدة لإعادته للحزب مقابل تبرُّئِه من ستالين، فإنه رفض وظل وفياً لستالين حتى وفاته عام 1991.

## وفاته
توفي كاجانوفيتش عام 1991 ودفن في مقبرة نوفوديفيتشي في موسكو.

## انجازاتة
لكاجانوفيتش العديد من الانجازات التي أنجزها خلال رئاسته للمناصب التي تقلدها في مسيرته السياسية منها:
- تطوير الصناعات الثقيلة
- الإهتمام بالزراعة وتحقيق الاكتفاء الذاتي
- إفتتاح العديد من المشاريع، من ضمنها مشروع مترو موسكو والعديد من المشاريع الصناعية الكبرى
- تطوير طرق النقل في الاتحاد السوفيتي
- إنجازات على الصعيد المدني، منها رفع المستوى المعيشي للمواطن السوفيتي وتفعيل قانون المعاش الذي يعد الأول من نوعه في تاريخ روسيا

## من مقولاته
- كنت شيوعياً وسأظل شيوعياً حتى آخر حياتي.

## الأوسمة والجوائز
- وسام لينين
- وسام الراية الحمراء
- وسام أبطال العمل الاشتراكي

## روابط خارجية
- لازار كاغانوفيتش على موقع الموسوعة البريطانية (الإنجليزية)
- لازار كاغانوفيتش على موقع مونزينجر (الألمانية)